# Litostrov
Litostrov település Csehországban, a Brno-vidéki járásban. Litostrov Říčany, Říčky, Domašov, Rosice, Rudka, Zbraslav és Příbram na Moravě településekkel határos. Lakosainak száma 133 fő (2024. január 1.).

## Népesség
A település lakosságának változását az alábbi diagram mutatja:
| Lakosok száma | 180  | 225  | 187  | 202  | 166  | 100  | 124  | 127  | 124  | 133  |
|               | 1869 | 1890 | 1921 | 1950 | 1980 | 2001 | 2017 | 2019 | 2022 | 2024 |